# Atella (archäologischer Fundplatz)

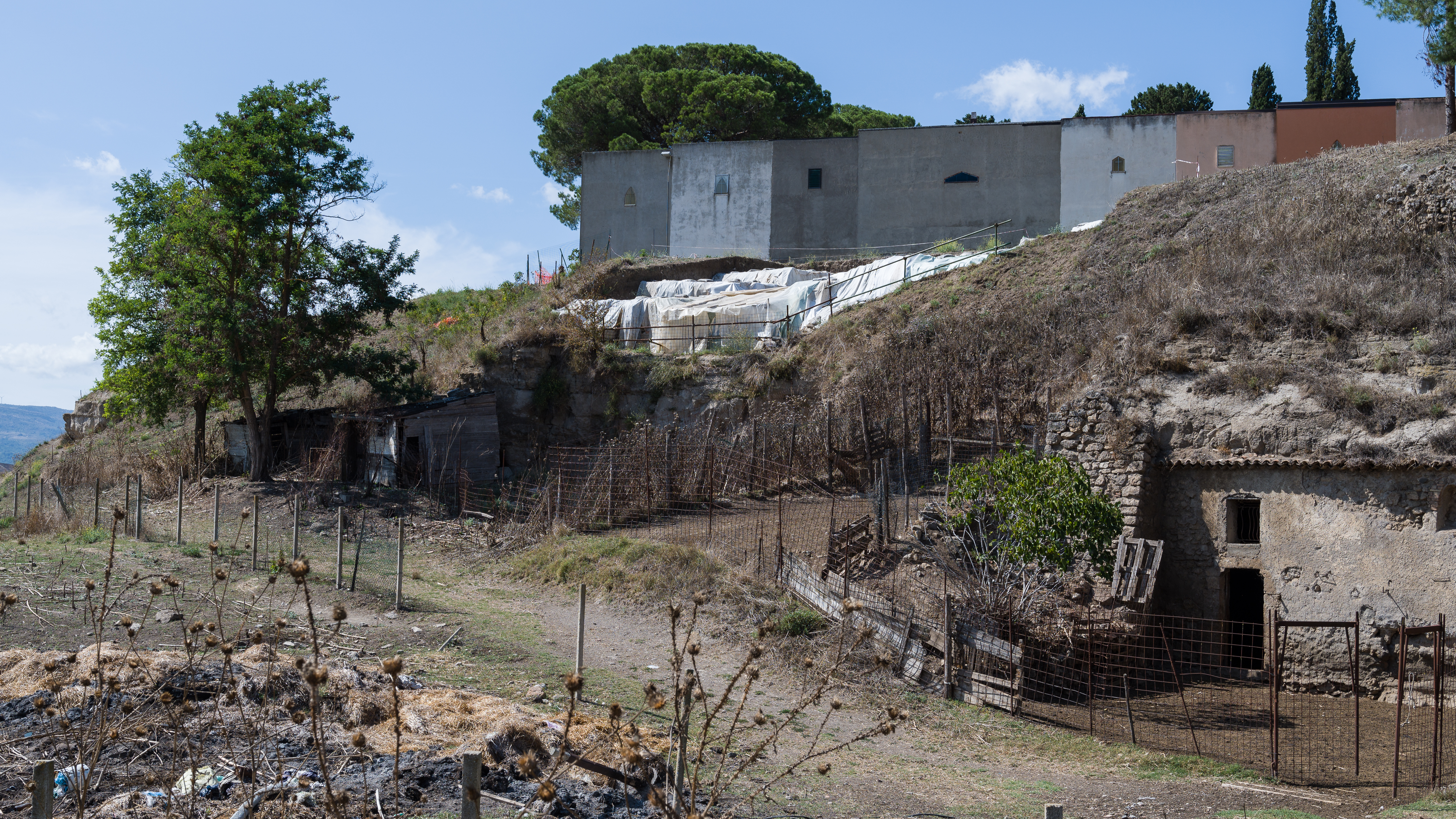
Die abgedeckte Fundstelle im Hang neben dem Friedhof von Atella (2021)

Atella, auch Cimitero di Atella (Friedhof Atella), ist ein archäologischer Fundplatz in der Basilikata im Süden Italiens, der seinen Namen von der bis in das Mittelalter zurückreichenden Gemeinde Atella erhielt. Dieser seit 1971 ergrabene Fundort wird dem frühen Acheuléen zugeordnet und dürfte damit zu den ältesten Fundplätzen menschlicher Artefakte, wohl des Homo erectus, in Italien gehören. Der etwa 700.000 Jahre alte Fundort barg Lager und eine Schlachtstelle für Elefantenjäger, die eine bisher nirgends dokumentierte Jagdtechnik anwandten, womöglich eine einzigartige Verteidigungswaffe entwickelten und zumindest eine Art Schutzverhaue gebaut haben müssen. Weniger bedeutend sind die Funde aus dem Jungpaläolithikum und dem Mesolithikum.

## Grabungen und bisherige Ergebnisse
Die ersten Untersuchungen erfolgten 1971 am Tuppo dei Sassi (heute: Serra Pisconi), wo sich Felsritzungen befanden. Die Grabungen, deren Ergebnisse noch unveröffentlicht sind, erbrachten Artefakte, die sich dem Mesolithikum zuordnen ließen. Doch nun konzentrierten sich die Grabungen auf das Bacino di Atella im Norden der Basilicata, wo sich ein pleistozäner See nachweisen ließ, der vor 650.000 bis 500.000 Jahren bestanden hat. Daraufhin setzte die Suche nach menschlichen Spuren ein, die bis 1990 andauerte. Tatsächlich weisen die ältesten Spuren auf menschliche Anwesenheit bereits vor 700.000 Jahren hin, dazu ließen sich jungpaläolithische Artefakte aus der Zeit um 30.000 v. Chr. datieren. Danach reißen die Spuren bis um 5500 bis 5000 v. Chr. ab. Zu dieser Zeit hielten sich einige der letzten mesolithischen Jäger in dem Gebiet auf, denen sesshafte Gruppen nachfolgten. Diese Neolithiker lebten nunmehr ununterbrochen dort, wenn auch in variierender Intensität. 
1990 wurde eine Sondage in den Campi di Masseria Palladino durchgeführt, die bereits reichhaltige Oberflächenfunde aus dem Acheuléen aufwiesen, doch ergab eine Probegrabung keinerlei Befunde. Im selben Jahr jedoch wurde nahe dem Friedhof von Atella eine Sedimentschicht mit Spuren von Elefantenjägern entdeckt. Das Gebiet wurde weiträumig abgesperrt, um Plünderungen zu verhindern und um die Stätte für weitere Forschungen unberührt zu lassen.
Die folgenden Grabungen, die bis heute (2016) andauern, wurden von italienischen, aber auch deutschen, portugiesischen, amerikanischen und französischen Spezialisten vorangetrieben. Dabei verursachten die Phasen wechselnder Wasserstandshöhen, die Dynamik der Sedimentationen, aber auch seismische Ereignisse sowie Vulkaneruptionen erhebliche Datierungs- und Zuordnungsprobleme. Inzwischen ließen sich die geologischen und klimatischen Veränderungen in diesen Zeiträumen rekonstruieren. Auch stellte sich heraus, dass die Bewohner unerwartete Wege fanden, die Umgebung zu nutzen, aber auch neue Waffen- und Werkzeugtechniken.
Hinsichtlich der Jagderfolge schwankten die Urteile zunächst sehr stark. Sie reichten von einer regelrechten Ausplünderung der Fauna, also einem Übermaß an Effektivität, bis zu einer bloßen Ernährung durch Aas, also einer auf fehlende adäquate Waffen für die Großwildjagd zurückgehenden Beschränkung. Die Waffen schienen zu einfach zu sein, um Fluchttiere oder sehr große Säugetiere zu erlegen, Hinweise auf Fallen gab es ebenfalls nicht.
Offenbar jagte der lokale Homo erectus entgegen dieser Hypothese, wie sich herausstellte, fast ausschließlich Palaeoloxodon antiquus, ein bis zu 4 m großes Tier, das auch als Europäischer Waldelefant bekannt ist. Dabei nutzten die Jäger den schlammigen Ufersaum, in den sie jeweils ein einzelnes Tier drängten. Sie verwirrten es mit Steinwürfen und womöglich mit Fackeln, bis das gewaltige Tier im Schlamm versank. Mithilfe einer Art Steg aus Holz erreichten sie dann das nach Tagen verendete Tier und konnten es zerlegen.
Die Wurfsteine, die dabei zum Einsatz kamen, fanden sich in großen Mengen an den Rastplätzen der Elefanten. Sie waren rund und abgeflacht, was ihnen als rotierenden Geschossen eine größere Reichweite verlieh. So konnten sich die Jäger während der Verfolgung ihrer Beute ständig mit neuen Steinen eindecken, die ansonsten viel zu fragil waren, um als Grundlage für Werkzeuge dienen zu können, und diese reichten weiter, was das Jagdrisiko verminderte. Diese Steine bestanden aus einem porösen, brüchigen Radiolarit, dessen spezifisches Gewicht nur halb so groß war wie das der Werkzeugsteine. Die Menschen gewannen diesen Stein in großen Mengen in einem Aufschluss wenig mehr als einen Kilometer vom Seeufer entfernt.
Eine weitere, bisher an keiner Stelle nachgewiesene technische Innovation betraf das Zerlegen der Beute. Als Auslöser gilt der Zwang, zwischen der erlegten Beute und dem sicheren Ufer hin- und herzulaufen, um die Fleischstücke an Land zu bringen. Die Menschen bereiteten große Platten aus quarz- und silikathaltigem Material auf sicherem Boden vor und legten sie auf dem halb eingesunkenen Körper des toten Tieres ab. Von diesen Steinen wurden, bis sie beinahe völlig aufgebraucht waren, große Mengen von Splittern abgeschlagen, mit denen das Tier zerlegt wurde.
Einige der Inseln, auf denen die Jäger offenbar gelebt haben, ließen sich nachweisen. Doch bedauerlicherweise zerstörte ein Sportplatz, dessen Bau schon vor den Grabungen begonnen hatte, die Spuren. Dennoch ließ sich anhand der Verteilung steinerner Artefakte und von Knochen eine Reihe von Aktivitäten ableiten. Dabei stand die Zerlegung der Knochen, der wahrscheinliche Gebrauch des Feuers, dann das Perforieren, Schaben, Kratzen im Vordergrund, aber es fanden sich auch gezähnte Werkzeuge, wie auch solche mit größeren Aushöhlungen. Einige der letzteren waren Sphäroide von 6 bis 10 cm Durchmesser, die von einer vielflächigen Oberfläche gekennzeichnet waren sowie einer sorgfältigen Facettierung. Dabei scheint es sich nicht um eine Art Bolas oder Schleuderprojektile zu handeln, sondern um Verteidigungswaffen gegen mittelgroße Tiere. Die offenbar bewusst hergestellte Rauheit der Geschosse diente womöglich dazu zu verhindern, dass das Band, an dem sie hingen, sich zu leicht löste. Geführt wurde die zum Schlagen geeignete Waffe an einem Knüppel, wobei auch mehrere von den Steinen an einen dieser Knüppel gebunden sein konnten.
Wahrscheinlich bestand ein bestimmtes Verhältnis zwischen der Menge des erbeuteten Fleisches und der Größe der menschlichen Gruppe, die sich damit versorgen konnte. Das Fleisch dürfte, je nach Temperatur schneller oder langsamer, relativ schnell ungenießbar geworden sein. So ließ sich näherungsweise berechnen, wie viele Menschen sich von dem Fleisch ernähren konnten, sobald klar ist, ab wann das Fleisch nicht mehr genießbar ist – oder ab wann es gegen Nahrungskonkurrenten verteidigt werden musste. Doch wissen wir nicht, ob einfache Konservierungstechniken bestanden, mit deren Erfolg die Gruppe rechnerisch immer kleiner würde, da sich der Verzehrzeitraum entsprechend verlängern würde. So kam man zu dem Ergebnis, dass die Jägergruppe aus mindestens 10 bis 15 Männern bestanden haben muss. Dabei wurde berücksichtigt, dass vielleicht die Hälfte des Elefantenkadavers gar nicht aus dem Schlamm gehoben werden konnte.
Welche Art von Unterkünften der „Mensch von Atella“ baute, um sich vor dem rauen Klima an einem derart exponierten Standort zu schützen, an dem es keinerlei Höhlen oder Felsüberhänge gab, ließ sich bisher nicht eruieren. Auch über die Größe der Familienverbände, ihren Bedarf an Raum, den sie für gewöhnlich durchmaßen, die zyklischen Wanderungen, die sie wahrscheinlich absolvierten – schon allein um ihr Überleben zu sichern –, geschweige denn ihre Reaktionen auf die häufigen Ausbrüche des heute 1326 m hohen Monte Vulture lassen sich keine Aussagen gewinnen.
Die nur vier Faustkeile, auf die die Einordnung in das frühe Acheuléen hauptsächlich zurückgeht, wurden 2016 als mögliche Geofakte gedeutet, da ihnen die typischen Bearbeitungsspuren fehlen. Zudem wurden Zweifel am praktischen Wert des Begriffes Acheuléen geäußert, zumal dieser nicht einmal einen Technokomplex widerspiegelt, sondern einem Einzelelement, dem Faustkeil, eine zu große Bedeutung beimisst, während kleinere Werkzeuge zu wenig untersucht sind.